# 龚克成
龚克成（1931年—），男，湖南长沙人，中国高分子材料专家，曾任华南工学院教授、博士生导师。